# Picot garser de plana
El picot garser de plana (Veniliornis mixtus) és una espècie d'ocell de la família dels pícids (Picidae) que habita boscos, camps i vegetació de ribera a la pampa, des del sud-est de Bolívia, el Paraguai i est i sud-est del Brasil cap al sud fins l'oest d'Uruguai i nord i centre de l'Argentina.